# Alois Nebel (Film)
Alois Nebel ist ein tschechischer Spielfilm des Regisseurs Tomáš Luňák aus dem Jahr 2011, der auf der gleichnamigen Graphic Novel von Jaroslav Rudiš und Jaromír Švejdík basiert. Der Film wurde im Rotoskopieverfahren hergestellt.

## Handlung
Das Altvatergebirge im Jahr 1989: Alois Nebel arbeitet als Fahrdienstleiter am Bahnhof Bílý Potok (Weißbach) unweit der Grenze zu Polen. Eines Tages begegnet er einem stummen Fremden, der wie aus dem Nichts erscheint. Plötzlich findet sich Nebel auf mysteriöse Weise mit seiner eigenen Vergangenheit und einem Mord nach Ende des Zweiten Weltkriegs konfrontiert.
Auf sehr zurückhaltende Art und in Schwarz-Weiß-Optik thematisiert der Film so die  Vertreibung der Deutschen aus der Tschechoslowakei und den Umgang damit in der Tschechoslowakei.

## Hintergrund
Der Film feierte seine Premiere am 4. September 2011 auf dem Filmfestival Venedig. Kinostart in Tschechien war am 29. September 2011. Der Kinostart in Deutschland war am 12. Dezember 2013.

## Auszeichnungen
Alois Nebel erhielt 2012 den Europäischen Filmpreis in der Kategorie Bester Animationsfilm. Die Produktion kandidierte darüber hinaus erfolglos für eine Nominierung für den Oscar in der Kategorie Bester fremdsprachiger Film 2012, ebenso für eine Nominierung als Bester animierter Spielfilm. 2015 wurde den Filmemachern für ihr Projekt der Ehrenpreis des Georg-Dehio-Kulturpreises des Deutschen Kulturforums östliches Europa zugesprochen. Die Jury würdigte die zeitgemäße Auseinandersetzung mit der jüngeren Geschichte des Sudetengebietes und ihrer Rezeption in Tschechien.

## Dreharbeiten

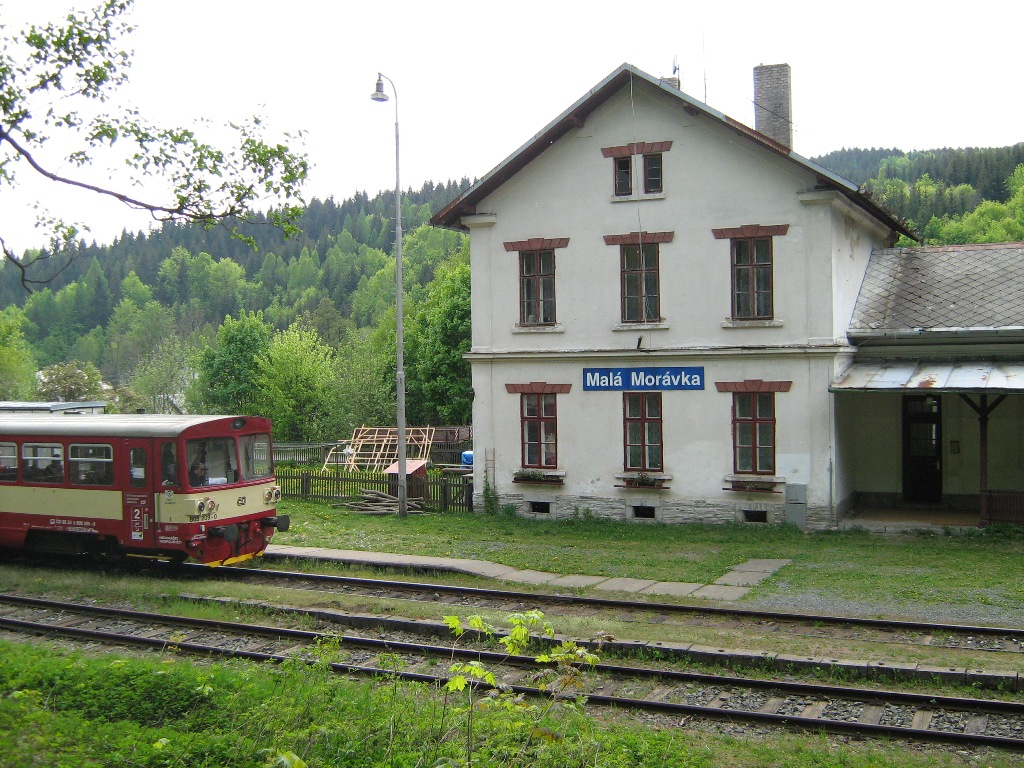
Bahnhof Malá Morávka (2009)

Die im Film gezeigten Aufnahmen des fiktiven Bahnhofs Bílý Potok wurden am Bahnhof von Malá Morávka gedreht.

## Kritiken
„Die verfilmte Graphic Novel ‚Alois Nebel‘ ist das genaue Gegenteil dessen, woran man zur Zeit bei dem Begriff ‚Animationsfilm‘ wahrscheinlich als erstes denken muss. Hier gibt es kein knallbuntes und hysterisch gut gelauntes Getier oder Gemüse. Stattdessen verbreitet dieser leise und langsame Schwarzweißfilm eine romantisch-melancholische Stimmung. Doch gerade dadurch wird diese deutsch-tschechische Produktion zu einem wunderschönen Film.“

„So darf sich auch der filmische Alois Nebel eine introvertierte, groteske Auseinandersetzung mit einem lange geschmähten Stück Nachkriegsgeschichte nennen. Ebenso ausdrucksstark wie nachhaltig. Ein meditativ-monochromes Filmerlebnis, ein entmystifizierender Eisenbahner-Blues, der aus der Passivität der Titelfigur im Kontrast der Erinnerungen an die Vertreibung der Deutschen aus dem früheren Sudetenland eine provokative Dynamik erzeugt. Eine buchstäbliche Naturgewalt auf leisen, unterschwelligen Sohlen. Stille Seen sind tief. Besonders in Bílý Potok.“